# Lepidasthenia
Lepidasthenia är ett släkte av ringmaskar som beskrevs av Anders Johan Malmgren 1867. Lepidasthenia ingår i familjen Polynoidae.

## Dottertaxa tillLepidasthenia, i alfabetisk ordning[1][2]
- Lepidasthenia alba
- Lepidasthenia argus
- Lepidasthenia australiensis
- Lepidasthenia berkeleyae
- Lepidasthenia brunnea
- Lepidasthenia curta
- Lepidasthenia digueti
- Lepidasthenia elegans
- Lepidasthenia esbelta
- Lepidasthenia fallax
- Lepidasthenia fauveli
- Lepidasthenia gigas
- Lepidasthenia grimaldii
- Lepidasthenia guadalcanalis
- Lepidasthenia inquilinus
- Lepidasthenia interrupta
- Lepidasthenia izukai
- Lepidasthenia longicirrata
- Lepidasthenia lucida
- Lepidasthenia maculata
- Lepidasthenia magnacornuta
- Lepidasthenia medanensis
- Lepidasthenia michaelseni
- Lepidasthenia microlepis
- Lepidasthenia minikoensis
- Lepidasthenia mossambica
- Lepidasthenia natans
- Lepidasthenia nuda
- Lepidasthenia ocellata
- Lepidasthenia ohshimai
- Lepidasthenia platylepsis
- Lepidasthenia retrodentata
- Lepidasthenia rufa
- Lepidasthenia scotti
- Lepidasthenia strelkovi
- Lepidasthenia stuardi
- Lepidasthenia stylolepis
- Lepidasthenia terraereginae
- Lepidasthenia tubicola
- Lepidasthenia varia
- Lepidasthenia varius
- Lepidasthenia vietnamica
- Lepidasthenia virens